# Ryan Griffiths
Ryan Griffiths (Sydney, 14 febbraio 1978) è un chitarrista australiano, componente del gruppo alternative rock The Vines.
Entrò a far parte della band dopo l'uscita di Highly Evolved.
È influenzato da diverse band come The Dandy Warhols, Brian Jonestown Massacre e Black Rebel Motorcycle Club, e in particolare da gruppi punk come Green Day, Millencolin e The Offspring.
| Controllo di autorità | Europeana agent/base/99062 |